# Evil Empire
Evil Empire är Rage Against the Machines andra studioalbum, utgivet den 15 april 1996, nästan fyra år efter att deras debutalbum släpptes.
Albumets titel är taget från frasen evil empire, som myntades av dåvarande amerikanske presidenten Ronald Reagan som en beskrivning av det gamla Sovjetunionen.
Albumet blev etta på Billboard 200 och låten Tire Me belönades med en Grammy för Best Metal Performance.

## Singlar
- "Bulls on Parade" - 1996
- "People of the Sun" - 1996
- "Vietnow" - 1997
- "Down Rodeo" - 1997. Det gjordes en video samt skickades ut promo-skivor till en del radiostationer, men Epic lade sedan ner projektet. Singeln nådde således aldrig skivbutikerna.